# Cuzdrioara
Cuzdrioara es una comuna Rumania, en el distrito de Cluj. Su población en el censo de 2002 era de 2.987 habitantes.